# Hippocampus sindonis
Hippocampus sindonis är en fiskart som beskrevs av Jordan och John Otterbein Snyder 1901. Hippocampus sindonis ingår i släktet sjöhästar och familjen kantnålsfiskar. IUCN kategoriserar arten globalt som livskraftig. Inga underarter finns listade i Catalogue of Life.